# Voir Ali
Pour plus de détails, voir Fiche technique et Distribution.
Voir Ali est un film documentaire québécois réalisé par Martin Guérin, sorti en 2010.
Il raconte  la venue de Mohamed Ali à Rouyn-Noranda le 14 juin 1983.

## Synopsis
En 1983, un groupe de Rouyn-Noranda invite le légendaire boxeur Mohamed Ali à prononcer une conférence dont les recettes serviront à financer la tenue des Championnats sportifs québécois en Abitibi-Témiscamingue, dans le cadre d'une visite de 3 jours.
La conférence a eu lieu à l'aréna Dave-Keon et les billets coûtaient 50 $, un gros montant pour l'époque, dans une ville minière. Durant la conférence, Ali n'a pratiquement pas parlé de ses accomplissements en tant que boxeur. Il a plutôt parlé d'islam, du racisme aux États-Unis et de paix dans le monde, à la surprise du public francophone.
La visite d'Ali aura coûté 15 000 $ et a contribué au déficit des Championnats qui ne seront plus actifs par la suite.

## Fiche technique
- Titre : Voir Ali
- Année de production: 2010
- Durée : 47 minutes
- Réalisation: Martin Guérin
- Caméra: Dominic Leclerc
- Musique: Benoit Lavergne, Abbittibbi
- Son: Gilles Matte
- Scénario: Martin Guérin
- Production: Martin Guérin
- Distribution: K-Films Amérique

## Participation
- Jean-Paul Charlebois
- Jean Dedenus
- Jean-Pierre Lemire
- Guy Lemire
- Jacques Matte
- James Slobodian[1]

## Festival et diffusion
La première représentation du documentaire a eu lieu au Festival de cinéma international en Abitibi-Témiscamingue.
2011 : 29ème RVCQ - Rendez-vous du cinéma québécois, Montréal (Québec).
- Compétition pour le prix du public Télé-Québec[9]

Le documentaire a aussi été diffusé sur les ondes de Canal D.